# Štefan Šándor
Štefan Šándor (* 13. března 1946) je bývalý slovenský fotbalista, obránce.

## Fotbalová kariéra
V československé lize hrál za Lokomotívu Košice a Bohemians Praha. Dal 2 ligové góly. Z Bohemians se vrátil na Slovensko do TJ VSŽ Košice.

## Ligová bilance
| Ročník                                   | Zápasy | Góly | Klub              |
| ---------------------------------------- | ------ | ---- | ----------------- |
| 1. československá fotbalová liga 1965/66 | -      | 0    | Lokomotíva Košice |
| 1. československá fotbalová liga 1966/67 | -      | 0    | Lokomotíva Košice |
| 1. československá fotbalová liga 1967/68 | 3      | 0    | Lokomotíva Košice |
| 1. československá fotbalová liga 1968/69 | 5      | 0    | Lokomotíva Košice |
| 1. československá fotbalová liga 1969/70 | 9      | 2    | Bohemians Praha   |
| CELKEM                                   | -      | 2    |                   |